# Mesanthura callicera
Mesanthura callicera är en kräftdjursart som beskrevs av Pires 1981. Mesanthura callicera ingår i släktet Mesanthura och familjen Anthuridae. Inga underarter finns listade i Catalogue of Life.